# Pedemonte
Pedemonte – miejscowość i gmina we Włoszech, w regionie Wenecja Euganejska, w prowincji Vicenza.
Według danych na rok 2004 gminę zamieszkiwało 829 osób, 69,1 os./km².